# Markus Tanner
Markus „Mac“ Tanner (* 15. Januar 1954) ist ein ehemaliger Schweizer Fussballspieler.

## Karriere als Spieler

### Vereine
In der Saison 1973/74 gab er sein Debüt beim FC Basel in der damaligen Nationalliga A. "Mac" Tanner spielte zwischen 1973 und 1981 acht Jahre für den FC Basel, wo er zwei Meistertitel in der Saison 1976/77 und Saison 1979/80 feierte und einmal 1975 den Schweizer Cup gewann. Für den FC Basel absolvierte er 270 Spiele und schoss dabei 48 Tore.
Im Sommer 1981 wechselte "Mac" Tanner zum FC Luzern, wo er bis 1985 spielte.
Ab 1985 spielte er noch für den FC Zürich und den SC Kriens. Im Sommer 1987 beendete "Mac" Tanner seine Karriere.

### Nationalmannschaft
Tanner absolvierte zwischen 1978 und 1981 zehn Länderspiele für die Schweizer Nationalmannschaft und schoss dabei ein Tor.

## Erfolge
als Spieler
- Schweizer Meister: 1976/77, 1979/80 mit dem FC Basel
- Schweizer Cupsieger: 1975 dem FC Basel